# Carlo Chiesa (partigiano)
Carlo Chiesa (Torino, 1º aprile 1891 – Torino, 2 aprile 1945) è stato un partigiano italiano, medaglia d'oro al valor militare alla memoria.

## Biografia
"Patriota di sicura fede, avanzato negli anni ma di cuore fermo e risoluto, contribuiva validamente all'organizzazione e allo sviluppo del movimento partigiano in Torino. Caduto in mani nemiche, ripetutamente interrogato e crudelmente seviziato, nulla rivelava [...]" Così s'inizia la motivazione della massima ricompensa al valore concessa alla memoria di Mario Chiesa, l'operaio che, per non tradire i compagni, si tolse la vita a pochi giorni dalla Liberazione.
Chiesa, da sempre antifascista, subito dopo l'armistizio era entrato nella Resistenza. Partigiano combattente in una formazione SAP della 2ª Brigata "Piemonte", si era distinto durante i lunghi mesi dell'occupazione per il suo coraggio e per le capacità organizzative. Alla fine di marzo 1945 era finito nelle mani dei fascisti, che per lunghi giorni lo sottoposero a tortura, senza riuscire a strappargli le informazioni che volevano.
Il 2 aprile i "repubblichini", che avevano trascinato in una caserma dei vigili urbani un buon numero di uomini sospettati di far parte della Resistenza, vi portarono anche Chiesa, che a stento si reggeva in piedi, per metterlo a confronto. L'operaio, entrato nella stanza, riconobbe alcuni suoi compagni. Nel timore di tradirsi, preferì immolare la propria vita e, con uno scatto improvviso, si lanciò dalla finestra del Comando dei vigili, morendo sul colpo.